# Venekotensee

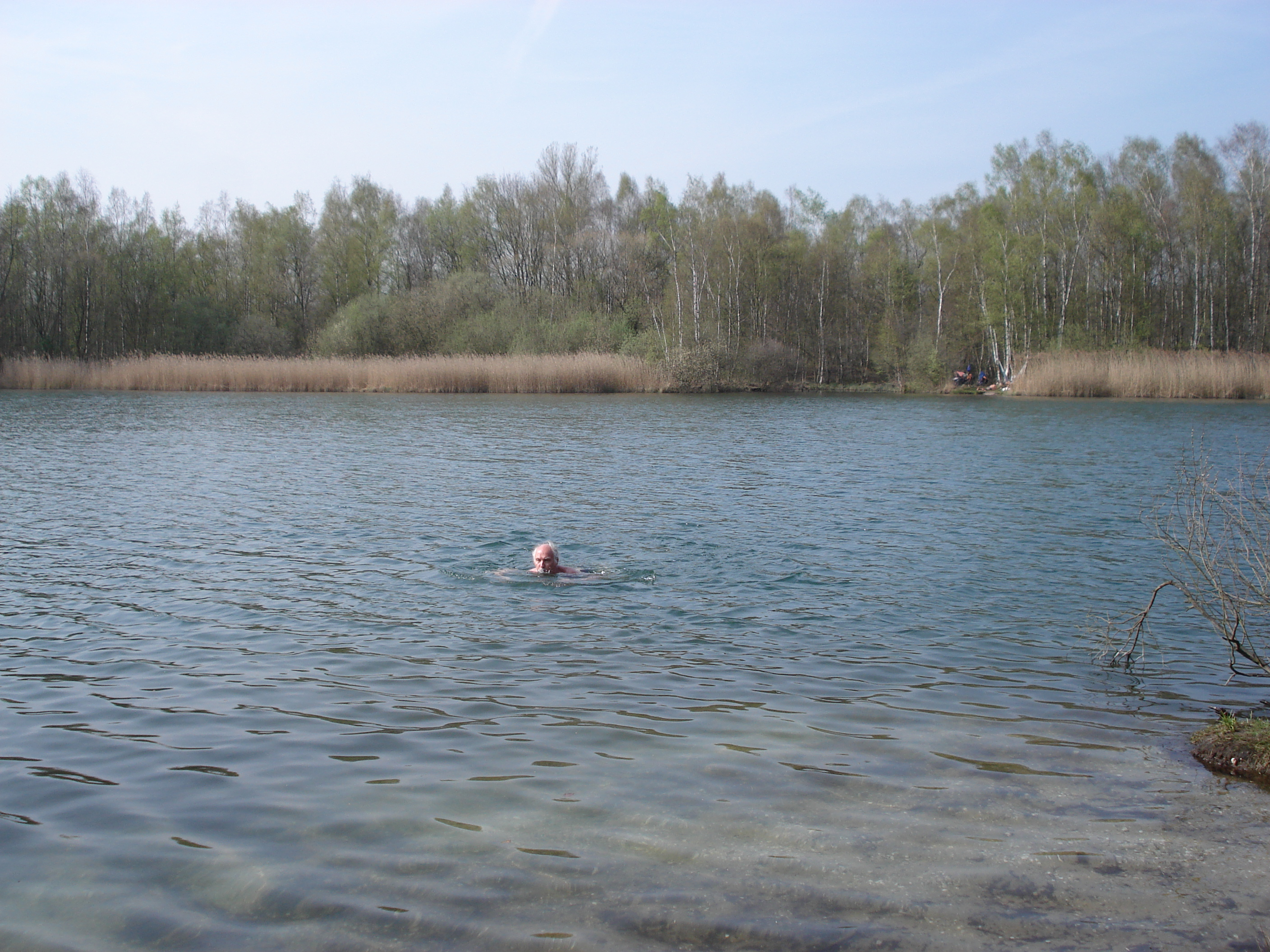
Südteil des Venekotensees im Frühjahr 2007

Der Venekotensee ist ein durch eine ursprüngliche Kiesgrube künstlich entstandener See am niederrheinischen Fluss Schwalm. Er liegt unweit von Brüggen im Naturpark Maas-Schwalm-Nette, rund 25 km westlich der Stadt Mönchengladbach in Nordrhein-Westfalen und hat eine Fläche von ca. 11,5 Hektar.
Der Venekotensee gehört verwaltungsmäßig zur Gemeinde Niederkrüchten und befindet sich etwa einen Kilometer nordwestlich ihres Ortsteils Overhetfeld. Am Seeufer ist in den 1960ern das Feriendorf Venekoten entstanden, das sich inzwischen jedoch zu einem allgemeinen Wohngebiet mit vorwiegender Einfamilienhaus-Bebauung weiterentwickelt hat. Abgesehen davon gibt es aber unmittelbar am Seeufer auch zwei große Wohnblöcke mit kleinen Appartement-Wohnungen.
Der See erstreckt sich parallel zur Schwalm an deren linkem Ufer, nur durch einen etwa 20 m breiten Damm mit teilweise befestigtem Wanderweg vom Fluss getrennt. Der See misst 900 m in Nordost-Südwest-Richtung und hat eine mittlere Breite, die zwischen 50 und 150 m schwankt; seine gesamte Uferlinie beträgt rund 2500 m. Er liegt auf einer Höhe von 34 m über NN.
Der See ist in der Region ein beliebtes Ziel für Wochenendtouristen, Radler und Angler. Das Baden im See ist verboten, die entsprechende Beschilderung wird jedoch zumeist ignoriert, was zu Strafen führen kann. Der Badebetrieb sorgt häufig dafür, dass See und Ufer in den Sommermonaten durch nicht entsorgten Müll belastet werden.
Die deutsch-niederländische Grenze verläuft nur zwei bis drei Kilometer weiter westlich und die niederländische Stadt Roermond liegt etwa 15 km vom Venekotensee entfernt.